# Бабенко Андрій Миколайович
Андрій Миколайович Бабенко (1974 р.н., м. Донецьк, Україна) – український науковець, доктор юридичних наук, професор, директор Інституту права та безпеки
Одеського державного університету внутрішніх справ.

## Життєпис
Народився у 1974 році в м. Донецьк, Україна.

### Здобуття вищої освіти
У 2000 році закінчив Донецький інститут внутрішніх справ (нині — Донецький державний університет внутрішніх справ) за спеціальністю «Правознавство».

### Служба в органах внутрішніх справ
Службу в органах внутрішніх справ розпочав у 1996 році.
З лютого 1996 р. по квітень 1997 року перебував на посаді інспектора відділу служби радіоконтролю Центрального вузлу оперативного зв’язку ГУ МВС України в Донецькій області.
З квітня 1997 до червень 2001 рр. працював слідчим слідчого відділу Ворошиловського РВ ДМУ ГУ МВС України в Донецькій області.
З червня 2001 по вересень 2014 року обіймав посади викладача, старшого викладача, доцента кафедри кримінального права та кримінології Донецького юридичного інституту МВС України.
З 2014 р. працював професором кафедри кримінального права та кримінології Одеського державного університету внутрішніх справ.
З 2015 р. по 2019 р. – завідувач кафедри теорії та історії держави й праваОдеського державного університету внутрішніх справ.
З липня 2019 по жовтень 2020 року – декан факультету підготовки фахівців для органів досудового розслідування.
Після виходу у відставку – з жовтня 2020 року по 31 серпня 2021 року – професор кафедри кримінального права та кримінології Одеського державного університету внутрішніх справ.
З 01 вересня 2021 року по 17 жовтня 2022 р. – завідувач кафедри державно-правових дисциплін Одеського державного університету внутрішніх справ.
З 17 жовтня 2022 року теперішній час – директор інституту права та безпеки Одеського державного університету внутрішніх справ.

## Наукова діяльність
В травні 2007 року на засіданні спеціалізованої Вченої ради Академії Адвокатури м. Київ, захистив дисертацію на здобуття наукового ступеня кандидата юридичних наук за спеціальністю 12.00.08.  – кримінальне право та кримінологія; кримінально-виконавче право на тему: «Запобігання органами внутрішніх справ незаконному культивуванню наркотиковмісних рослин»
У 30 травня 2015 року на засіданні спеціалізованої вченої ради Харківського національного університету внутрішніх справ захистив дисертацію на здобуття наукового ступеня доктора юридичних наук за спеціальністю 12.00.08. – кримінальне право та кримінологія; кримінально-виконавче право за темою «Регіональна злочинність в Україні: закономірності, детермінація та запобігання».
У липні 2020 року – присвоєне вчене звання професор по кафедрі кримінального права та кримінології.
Бере активну участь у рецензуванні та опонуванні дисертаційних досліджень.
Автор 211 публікацій, зокрема, 6 підручників; 3 монографії; 2 навчальних посібники; 10 навчально-методичних та науково-практичних рекомендацій; 7 статей у Scopus та Web of Science.
Гарант освітньо-наукової програми за спеціальністю 081 «Право» з підготовки докторів філософії.
Експерт Національного агентства із забезпечення якості вищої освіти.
Експерт Національного фонду досліджень України.
Член редакційної колегії наукового фахового видання України категорії «Б» у галузі юридичних наук (081 «Право», 293 «Міжнародне право») «Юридичний бюлетень», «Архів кримінології та судових наук».
Член спеціалізованої Вченої ради Д 41.884.04 у Одеському державному університеті внутрішніх справ.

## Нагороди та відзнаки
Трудова та наукова діяльність відзначена нагородами, а саме:
За вагомі результати в розкритті та розслідуванні злочинів, ефективну взаємодію з міжнародними правоохоронними органами, досягнення в науково-педагогічній та громадській діяльності неодноразово заохочувався багатьма відомчими відзнаками МВС України, зокрема «За відзнаку в службі» ІІ та І ступенів, медалями «За сумлінну службу» ІІІ та ІІ ступенів, «За безпеку народу» а також іншими нагородами МВС і Міністерства освіти та науки України. Неодноразово був занесений на Дошку пошани Одеського державного університету внутрішніх справ.